# Next to You
Next to You är en låt av det amerikanska komedibandet Ninja Sex Party. Låten släpptes som deras tredje singel den 25 april 2012. Låten kom senare med på deras andra album Strawberries and Cream den 15 april 2013.